# ASEC Mimosas
Amicale Sportive des Employés de Commerce (ASEC) Mimosas är en ivoriansk sportklubb från Abidjan. Klubben grundades 1948. Den är mest känd för sin fotbollssektion, som spelar sina hemmamatcher på Stade Félix Houphouët-Boigny.

## Akademin
ASEC har en välkänd ungdomsakademi som grundades 1993 av Jean-Marc Guillou. Akademin har fostrat många fotbollsstjärnor som Kolo Touré, Aruna Dindane, Salomon Kalou, Romaric, Didier Zokora, Yaya Touré och Emmanuel Eboué.
Många av spelarna från ASEC har skickats till den belgiska klubben KSK Beveren för att sedan försöka ta klivet ut till de stora europeiska klubbarna.

## Meriter
- Ligue 1: 29 (1963, 1970, 1972, 1973, 1974, 1975, 1980, 1990, 1991, 1992, 1993, 1994, 1995, 1997, 1998, 2000, 2001, 2002, 2003, 2004, 2005, 2006, 2009, 2010, 2017, 2018, 2021, 2022, 2023)[1]
- Cupen: 20 (1962, 1967, 1968, 1969, 1970, 1972, 1973, 1983, 1990, 1995, 1997, 1999, 2003, 2005, 2007, 2008, 2011, 2013, 2014, 2018).[2]

## Placering tidigare säsonger
| Säsong    | Nivå | Liga    | Placering | Webbplats   |
| --------- | ---- | ------- | --------- | ----------- |
| 2015/2016 | 1    | Ligue 1 | 6         | [ 3 ]       |
| 2016/2017 | 1    | Ligue 1 | 1         | [ 4 ]       |
| 2017/2018 | 1    | Ligue 1 | 1         | [ 5 ]       |
| 2018/2019 | 1    | Ligue 1 | 3         | [ 6 ]       |
| 2019/2020 | 1    | Ligue 1 | 3         | [ 7 ] [ 8 ] |
| 2020/2021 | 1    | Ligue 1 | 1         | [ 9 ]       |
| 2021/2022 | 1    | Ligue 1 | 1         | [ 10 ]      |
| 2022/2023 | 1    | Ligue 1 | 1         | [ 11 ]      |
| 2023/2024 | 1    | Ligue 1 | 4         | [ 12 ]      |
| 2024/2025 | 1    | Ligue 1 | 2         | [ 13 ]      |

## Övriga sporter
Klubben har förutom fotboll även en volleybollsektion Damlaget har deltagit i Women's African Club Championship vid ett flertal tillfällen och som bäst (2003/2004) kommit sexa.